# Skulltrail
La piattaforma Intel Dual Socket Extreme (più conosciuta con il nome in codice Skulltrail) è una piattaforma hardware sviluppata da Intel, durante tutto il 2007, espressamente per il settore desktop di fascia più alta, e presentata ufficialmente il 20 febbraio 2008.

## Skulltrail: nata per combattere AMD 4x4
Inizialmente, la piattaforma Skulltrail era stata annunciata da Intel nella primavera del 2007 in risposta al lancio dell'analoga soluzione sviluppata già a partire dal 2006 da AMD per poter fornire il massimo delle prestazioni ai propri clienti. La tecnologia concorrente era chiamata 4x4 (ma era stato reso noto anche un altro nome, Quad FX) ed era basata, almeno nella sua prima incarnazione, su 2 processori Athlon 64 FX dual core appositamente sviluppati, in modo che anche AMD potesse offrire un sistema con 4 core, al pari di quanto era in grado di offrire Intel che però raggiungeva tale scopo con sistemi molto più economici e un unico processore quad core. In realtà, il 30 novembre 2007 AMD ha dichiarato l'intenzione di sospendere lo sviluppo di tale piattaforma, per poter indirizzare tutte le risorse interne verso le piattaforme Spider basate sul nuovo processore Phenom. Il 2007 è stato infatti per AMD un anno nero con continui ritardi dei nuovi prodotti e soprattutto prestazioni non all'altezza delle aspettative. Da qui la decisione di non disperdere gli investimenti in soluzioni pensate per piccole nicchie di mercato.
La piattaforma Skulltrail per un certo periodo era stata chiamata da Intel anche con un altro nome, Intel V8, e si presumeva che sarebbe stato questo il nome commerciale della piattaforma, fino a quando l'annuncio del febbraio 2008 ha spazzato via tale ipotesi. La scelta del nome V8 in realtà non era affatto casuale ma voleva, in parte riprendere il marchio numerico utilizzato dalla tecnologia concorrente, e in parte sottolineare come le prestazioni offerte dalla piattaforma Intel erano doppie rispetto a quelle offerte da AMD, grazie soprattutto al fatto che se AMD poteva fornire un sistema da 4 core complessivi, Intel poteva arrivare fino a 8, grazie ai propri processori quad core che erano già sul mercato.

## Caratteristiche tecniche
Come detto (e come il nome V8 voleva sottolineare), Skulltrail prevede la presenza di ben 8 core e, pur essendo indirizzata al mercato desktop, quindi a quello dei videogiocatori più esigenti, è interamente basata su tecnologie pensate inizialmente per il settore server, opportunamente evolute per poter accogliere anche componenti aggiuntivi (quali ad esempio schede video di ultima generazione) che difficilmente riuscirebbero ad esprimere il proprio potenziale in un sistema server tradizionale.

### Primi annunci
Nella presentazione fatta all'Intel Developer Forum della primavera 2007, Intel presentò una versione preliminare della piattaforma Skulltrail, che evidenziava ancora molto bene la propria derivazione dal settore server: tale soluzione infatti era basata su 2 Xeon DP (dual processor), per sistemi biprocessore, a 4 core Clovertown, dato che la contemporanea controparte desktop, il Core 2 Quad Kentsfield, non supportava configurazioni multiprocessore. Anche gli altri componenti del sistema derivavano da una piattaforma Xeon, e in particolare la memoria RAM, che era di tipo FB-DIMM, la stessa adottata per le soluzioni server e workstation basate sui processori Xeon delle ultime generazioni e 4 slot grafici PCI Express. L'utilizzo di memoria FB-DIMM in un sistema del genere è stato in realtà uno scotto da pagare in quanto per poter utilizzare la tradizionale memoria DDR2 o DDR3 (che avrebbero tra l'altro garantito prestazioni superiori e consumi inferiori) sarebbe stato necessario riprogettare il chipset con evidente impatto sui tempi e costi di sviluppo.
In ogni caso, già in questa prima incarnazione era presenti 4 slot PCI Express x16 per poter installare fino a 4 schede video in parallelo, anche se in quel momento l'unica tecnologia multi GPU possibile era la CrossFire di ATI Technologies/AMD.

### Evoluzione della piattaforma: prima generazione ufficiale
Al momento della presentazione ufficiale, avvenuta il 20 febbraio 2008, Intel ha presentato anche il primo processore desktop specificatamente sviluppato per il funzionamento sulla piattaforma Skulltrail. Si tratta del Core 2 Extreme QX9775, basato sul core Yorkfield a 45 nm, che è di fatto una variante del modello QX9770 (clock di 3,2 GHz, BUS a 1600 MHz e cache L2 da 12 MB) ma con Socket 771 (specifico degli Xeon) e installabile quindi su una scheda madre a 2 socket come quella utilizzata dalla piattaforma Skulltrail. In realtà, Intel ha temporaneamente sospeso la vendita di tali modelli in quanto alle alte velocità soffrono di un fastidioso bug nel processo produttivo che dovrebbe essere risolto entro marzo 2008. La compagnia ha comunque precisato la piattaforma Skulltrail consigli l'utilizzo dei processori sopracitati ma non offre supporto esclusivo ad essi: derivando da una piattaforma server, è possibile installare anche qualunque altro processore Xeon DP basato sul socket 771, per un totale (al momento del lancio) di ben 43 modelli diversi (tra dual core e quad core), sebbene Intel consigli espressamente le soluzioni a 4 core Clovertown e Harpertown che è l'evoluzione a 45 nm del primo e di conseguenza è in tutto e per tutto simile al particolare modello di Yorkfield annunciato da Intel per Skulltrail.
L'unica scheda madre che è possibile utilizzare per il momento è la Intel Desktop Board D5400XS che è realizzata su un PCB a 10 strati e ha dimensioni di 33x30,5 cm; di conseguenza anche il case dovrà essere specifico, presumibilmente uno dedicato al settore workstation. Il chipset è il nuovo i5400 Seaburg che continua il supporto alla memoria FB-DIMM (a 667 MHz o 800 MHz) in configurazione quad channel al posto della usuale DDR3 per i sistemi Yorkfield, ma la grande novità rispetto ai primi annunci riguarda il fatto che Intel è ora in grado di fornire supporto ufficiale alla tecnologia Scalable Link Interface di NVidia, sebbene questo non sia stato ottenuto grazie a concessioni di licenza (che già da tempo consentono la configurazione concorrente CrossFire in tutti gli ultimi modelli di chipset Intel), ma attraverso l'installazione di 2 chipset distinti: quello Intel per la gestione generale del sistema, e uno di NVidia (chiamato nForce 100) dedicato alla gestione dei 4 slot PCI Express x16. È evidente che lo scopo principale di Intel con questa mossa è quello di spingere verso l'impiego della tecnologia SLI al posto della CrossFire che ormai appartiene ad AMD e quindi al concorrente diretto di Intel, oltre ovviamente al fatto che al momento del lancio, la tecnologia SLI offre prestazioni superiori alla concorrente.
In ogni caso, il supporto a CrossFire in Skulltrail è rimasto, ma non è ancora chiaro se sarà possibile sfruttare configurazioni fino a 3 oppure 4 schede video in parallelo, oppure non sarà possibile superare le 2 schede video.
Skulltrail, pertanto, è al momento attuale l'unica piattaforma che permetta di utilizzare alternativamente tecnologia SLI di NVidia oppure CrossFire di ATI.

#### Altre caratteristiche
Il Northbridge Intel non dispone di abbastanza linee PCI Express per gestire 4 slot x16, e quindi il compito dei chip nForce 100 presenti sulla scheda madre (in realtà sono 2 identici) è quello di fungere da switch del segnale PCI Express. Le 32 linee che escono dal northbridge, sono divise in 2 canali x16 ciascuno collegato ad un chip nForce 100 il quale ripartisce dinamicamente le 16 linee tra i due slot ad esso collegati. La conseguenza è che ogni slot dal punto di vista della scheda video collegata ha comunque un collegamento 16x elettrico.
Quando sono collegate solo 2 schede video, ognuna può utilizzare un collegamento a 16 linee; se invece ne vengono collegate 4, ciascuna continua a poter utilizzare un collegamento a 16 linee ma ne deve condividere l'ampiezza di banda con l'altra scheda video presente nello slot adiacente e gestito dallo stesso chip nForce 100 che ha proprio la funzione di allocare dinamicamente la banda tra le 2 schede video ad esso collegate.
In ogni caso, si tratta comunque sempre di slot PCI Express di prima generazione; l'nForce 100 ha un'architettura molto simile a quella dell'nForce 200 utilizzato da NVidia nei propri chipset nForce 780i SLI, con la differenza che quest'ultimo gestisce segnali del tipo PCI Express 2.0.
Le 2 CPU sono collegate al northbridge del chipset mediante 2 collegamenti indipendenti, al pari di quanto introdotto dai chipset predecessori di Seaburg, ma è stato disabilitato il supporto alla tecnologia di risparmio energetico SpeedStep in quanto su tale piattaforma porta a blocchi di sistema, e di conseguenza anche il consumo massimo del sistema ne risente.
Per poter supportare adeguatamente un tale insieme di componenti, Intel ha evidenziato che è necessario utilizzare alimentatori da almeno 1 kW per la configurazione base con 2 sole schede video, e fino a 1,6 kW per la configurazione top di gamma.

## Prestazioni "teoriche" di Skulltrail
La scelta di Intel di impiegare 2 processori a 4 core, consente di ottenere un sistema in grado di usufruire di ben 8 core di processore, uniti alla potenza di 4 schede video operanti in parallelo. Lo spazio tra i vari slot è molto limitato, e di conseguenza non sarà possibile installare 4 schede video di fascia più alta, in quanto al momento tali schede utilizzano tutte un sistema di raffreddamento che occupa 2 slot. Una tale limitazione progettuale in un sistema pensato per le massime prestazioni delude leggermente in quanto è possibile collegare fino a 3 schede con dissipatore a doppio slot o 4 a singolo slot, ma queste ultime come detto non appartengono attualmente alla fascia alta.
Per gli stessi problemi "fisici" di spazio non è possibile installare nemmeno schede video "doppie" come per esempio le NVidia GeForce 7950 GX2, dotate cioè di 2 GPU per ogni scheda; è possibile che le future generazioni di schede video a 2 GPU riescano a contenere l'ingombro in un solo slot ma in ogni caso Intel non ha mai chiarito se è possibile installare 4 schede video di questo tipo. Qualora fosse possibile si potrebbe arrivare fino a 8 schede video in parallelo, ma si tratta di una configurazione che certamente non potrà essere sfruttata con nessun videogioco per molti anni ancora, ma che nell'ambito della computazione identificata come GPGPU ovvero "General Purpose GPU", potrebbe trovare una collocazione ideale. Si tratterebbe infatti di utilizzare le schede video non per la generazione di immagini tridimensionali a video ma per l'elaborazione di specifici problemi della fisica e della medicina che si avvantaggiano dell'architettura delle moderne GPU. 8 schede video e 8 core di processore, consentirebbero di avere potenze elaborative molto alte con un "semplice" computer desktop.
Di certo si sa che tali sistemi non possono accogliere configurazioni "Triple SLI" ovvero formate da 3 schede video NVidia collegate tra loro (mentre la presenza delle 2 schede "singole", per esempio per gestire diversi output grafici è possibile). Per precisa volontà dell'azienda, possono essere installate solo 2 o 4 schede video.
I primi test hanno evidenziato come al momento non esistano praticamente applicazioni in grado sfruttare adeguatamente una simile potenza elaborativa, se non quelle prettamente multimediali tipiche delle workstation grafiche, e di conseguenza la piattaforma Skulltrail non è ancora in grado di esprimere il suo reale potenziale, anzi, nell'utilizzo di software ottimizzato per soli 2 o 4 core, tale sistema si rivale anche più lento di un tradizionale sistema desktop dotato di un unico processore, e questo è dovuto alle inevitabili latenze presenti in una piattaforma a doppio socket. Nei vari test sono stati raggiunti i seguenti risultati:
- 3D Mark06 (test CPU) -  6481 punti
- Cinebench 10 - 20160 punti

### Potenziale di overclock
Alcuni laboratori indipendenti hanno provato a "spremere" al massimo la piattaforma Skulltrail alla ricerca delle massime prestazioni possibili e tale scopo viene raggiunto ovviamente tramite l'overclock dei processori.
La stessa Intel ha sviluppato un BIOS ottimizzato appositamente per l'overclock del sistema offrendo all'utente praticamente qualsiasi regolazione possa servire durante tale pratica, eccetto una: per motivi non ancora resi noti, non è possibile agire sulla velocità della memoria RAM, e di conseguenza il tentativo di overcloccare processori diversi dal Core 2 Extreme che è l'unica famiglia di CPU Intel ad avere il moltiplicatore sbloccato, diventa molto più complicato dovendo agire sul BUS di sistema che inevitabilmente influisce anche sui banchi di memoria.
La modifica del moltiplicatore viene applicata contemporaneamente (e con lo stesso valore) a entrambe le CPU, e di conseguenza, il raggiungimento dei massimi valori di clock è limitato dalle possibilità del processore "più debole". Statisticamente parlando, le possibilità di avere un buon overclock sono quindi inferiori rispetto a quelle riscontrabili con un singolo processore quad core. Di seguito alcuni tentativi di overclock:
- Se si porta il moltiplicatore dall'iniziale valore 8x a 9x, si imposta i processori a 3,6 GHz ottenendo un incremento del 12,5% senza dover agire su nessun altro parametro.
- Per aumentare il clock del 25% e raggiungere i 4 GHz è possibile portare il moltiplicatore a 10x ma è necessario aumentare anche il voltaggio di alimentazione da 1,25 V a 1,4 V altrimenti il sistema diventa instabile, ma si tratta di una tensione troppo alta per poter essere mantenuta perennemente e i rischi di danneggiamento repentino delle CPU sono discretamente alti.
- Continuare ad agire sul moltiplicatore portandolo a 11x porterebbe i processori fino a 4,4 GHz ma si tratta di un valore troppo elevato per poter essere realizzato senza passi intermedi. Abbassando il BUS dai 400 MHz (1600 MHz quad pumped) ai 386 MHz e impostando proprio il valore 11x per il moltiplicatore si ottiene un clock finale di 4,25 GHz (11 x 386 MHz = 4,25 GHz), ma in queste condizioni non è possibile nemmeno eseguire il boot del sistema.

## Prezzi della piattaforma
Essendo composta da componenti di élite, il prezzo finale della piattaforma Skulltrail è molto elevato. Di seguito i prezzi dei vari componenti commercializzati da Intel che sono acquistabili anche separatamente:
- Motherboard "Intel Desktop Board D5400XS" - 649 $
- Processore "Core 2 Extreme QX9775" - 1499 $ (ciascuno)

Per un totale di 3647 $ per le sole CPU e scheda madre. A questo vanno aggiunti i costi per la RAM e le schede video, oltre ovviamente a quelli di tutti gli altri componenti di un sistema finito. Dato che sarebbe assurdo abbinare una tale configurazione a componenti non di prim'ordine, il costo di un sistema finito potrà superare facilmente i 5000 $.
In ogni caso, visto il supporto a ben 43 modelli diversi di processore, grazie alla compatibilità con gli Xeon DP su socket 771 (al momento del lancio di Skulltrail Intel commercializza 21 modelli quad core e 21 dual core) un utente potrebbe anche scegliere processori meno costosi che non abbasserebbero in maniera considerevole le prestazioni, ma solo il prezzo finale. Con il 50% della spesa per un processore Core 2 Extreme QX9775 è possibile acquistare un modello Xeon DP Harpertown più lento di una manciata di punti percentuali (nell'ordine del 15%), che comunque può venire in seguito overclockato grazie al buon potenziale offerto dalla scheda madre.
Diversi produttori di PC di fascia alta hanno iniziato ad offrire sistemi basati su questa piattaforma a partire già dal giorno della presentazione, tra i quali: Armari, Boxx Tech, Digital Storm, Falcon Northwest, Maingear, Puget Systems, Scan, Velocity Micro, Vigor Gaming, Voodoo, @Xi Computers.

## Skulltrail a confronto con AMD 4x4
Come detto prima, le caratteristiche tecniche della nuova piattaforma Intel evidenziano come il produttore abbia, nelle prime presentazioni al pubblico, rimarchiato (di fatto) come "Skulltrail" un sistema server dotato di processori Xeon DP Clovertown, mentre nella presentazione ufficiale di febbraio 2008, abbia apportato alcune lievi modifiche per poter offrire processori Core 2 Extreme Yorkfield (realizzati però con il socket 771 degli Xeon) e supporto alla tecnologia SLI. A parte questi lievi cambiamenti, la linea generale è rimasta quella di riutilizzare componenti server, dato che sia la scheda madre, che il chipset (che è un semplice riadattamento del chipset per Clovertown), che la RAM derivano proprio da questo settore.
Al contrario, l'approccio scelto da AMD per la propria piattaforma 4x4 era sensibilmente differente, infatti la memoria RAM era la tradizionale DDR2 unbuffered, e non quella ECC Registered richiesta dalle soluzioni server Opteron, e le differenze non si fermano qui: il chipset di AMD era l'NVidia nForce 680a, in grado di offrire subito il supporto a configurazioni con doppia scheda grafica in SLI. In un certo senso però, anche AMD ha compiuto una "rimarchiatura" di alcune sue CPU: gli Athlon 64 FX pensati per la piattaforma 4x4 erano in realtà degli Opteron, dovendo essere alloggiati non nel Socket AM2 ma nel Socket F a 1207 pin, tipico dei processori per server della casa, limitandosi quindi a estendere il supporto alla memoria DDR2 tradizionale.

### Intel vs AMD: 8 core vs 4 core
La differenza più evidente che comunque è rimasta tra le 2 piattaforme risiede nel numero di core messi a disposizione: Intel ne fornisce 8 mentre AMD, poteva arrivare solo fino a 4, e questo fatto sia dal punto di vista del marketing, sia delle prestazioni, è stato subito un grosso handicap da parte di AMD. Era prevista un'evoluzione della piattaforma 4x4 per poter fornire 8 core anche da parte di AMD, grazie ai nuovi processori Phenom, ma la sospensione del progetto (annunciata a novembre 2007) unita ai continui ritardi accumulati da questi processori di nuova generazione, dei quali era prevista la variante Phenom FX specificatamente dedicata a tale piattaforma ha di fatto impedito l'arrivo sul mercato di tale sviluppo.
Ironicamente, in occasione della prima presentazione alla stampa dei nuovi processori avvenuta a maggio 2007, AMD aveva mostrato sia un sistema basato su un Phenom a 4 core a singolo socket, sia un sistema basato su 2 Phenom a 4 core, dimostrando come in quel momento il futuro di questa piattaforma era ancora ben presente nei piani di sviluppo di AMD.

## Alcuni problemi di gioventù
A parte il problema del software che non è ancora in grado di sfruttare adeguatamente la piattaforma Skulltrail, è possibile evidenziare che alcune scelte progettuali a cui è stata costretta Intel stanno di fatto frenando le prestazioni e il calo fisiologico dei prezzi di questo tipo di soluzioni.
Tra tutte, è possibile citare l'utilizzo della memoria FB-DIMM che a parità di dimensione rispetto ad una tradizionale DDR2, costa e consuma di più, oltre ad essere più lenta. Tutto questo è dovuto al fatto che essa integra un maggior numero di protocolli di correzione degli errori e, mentre tale caratteristica rappresenta un valore aggiunto per quanto riguarda l'integrità dei dati, le prestazioni sono inferiori, e i controlli non possono essere esclusi. Rispetto ad una DDR3 invece al momento il limite è solo nelle prestazioni dato che il costo è inferiore, ma si tratta comunque di una situazione di mercato transitoria dovuta in gran parte allo scarso numero di moduli DDR3 commercializzati al momento.
Oltre a questo, l'utilizzo del chipset per server i5400 Seaburg, non aiuta a sfruttare a pieno le potenzialità delle 2 CPU e delle schede video in quanto è stato originariamente progettato per un settore in cui la completa stabilità è il requisito fondamentale, anche a costo di un leggero calo delle prestazioni finali. È da questa scelta, oltre a quella della memoria, che deriva lo scarso potenziale in overclock della piattaforma Skulltrail

## Possibili sviluppi futuri
A fine 2008 Intel presenterà Bloomfield, il primo processore basato sulla futura architettura Nehalem, successiva all'attuale "Core" e che sarà destinato alla fascia più alta del mercato desktop e quindi, forse, proprio all'evoluzione della piattaforma Skulltrail. Tra le sue peculiarità, comune del resto anche a tutti gli altri futuri prodotti basati su Nehalem, sarà il controller della memoria integrato. Potrebbe essere l'occasione di vedere la memoria DDR3 sulla piattaforma Skulltrail.